# Le Circuit de minuit
Pour plus de détails, voir Fiche technique et Distribution.
Le Circuit de minuit est un long métrage belgo-français d'Ivan Govar sorti en 1956.

## Synopsis
Compétition automobile et rivalités humaines dans le milieu de la Formule 1, dont le clou est une course à Francorchamps dans le genre des 24 heures.

## Fiche technique
- Réalisation : Ivan Govar
- Scénario : Aimé Declercq
- Musique : Norman Maine
- Photocopie : Claude Baugé, José Dutillieu
- Montage : Marguerite Beaugé
- Format : Noir et blanc - Son mono
- Genre : Comédie dramatique
- Durée : 90 minutes
- Année de sortie : 1956

## Distribution
- Blanchette Brunoy : Louise Descamp
- Yves Vincent : Jean Gaillard
- Albert Préjean : Victor
- Raoul de Manez : Collin
- Micheline Boudet : Claude
- Arthur Devère : 	Godelet
- Georges Randax :  Pasquier
- Luc Varenne dans son propre rôle de Speaker
- Pierre Laroche : Tintin
- Jacques Philippet : Barro
- Paul Saussus : Bourdon
- Eliane Lacroix : Annie
- Marcel Loma : Mécaniciens
- Lucien Froidebise : Docteur
- Robert Lefevre : Photographe
- Yves Larec : Journaliste
- Lou Abel : Concierge
- Georges Désir : Commissaire